# 切爾尼希夫齊
49°37′56″N 25°43′38″E / 49.63222°N 25.72722°E
切爾尼希夫齊（羅馬化：Chernykhivtsi）是位於烏克蘭西部特諾皮爾州特諾皮爾區的村莊，處於赫尼茲納河畔，始建於1463年，面積4.99平方公里，2001年人口1,435。